# Ільдубайкіно
Ільдуба́йкіно (рос. Ильдубайкино, чув. Уйкас Чураш) — присілок у Чувашії Російської Федерації, у складі Великочурашевського сільського поселення Ядринського району.
Населення — 120 осіб (2010; 180 в 2002, 224 в 1979, 291 в 1939, 277 в 1926, 228 в 1859).

## Історія
Історичні назви — Ільдубов, Ойкаси. Засновано у 18 столітті як виселок села Богородське (нині Велике Чурашево). До 1866 року селяни мали статус державних, займались землеробством, тваринництвом, бджільництвом, слюсарством, лісозаготівлею. У 19 столітті діяли вітряк та водяний млин, 1891 року відкрито школу грамоти. 1930 року створено колгосп «Червоний Жовтень». До 1927 року присілок входив до складу Тораєвської волості Ядринського повіту. До 1939 року перебував у складі Ядринського району, у період 1939-1956 роки — у складі Совєтського району.

## Господарство
У присілку діють клуб та магазин.